# 布雷芒厄蘭訥島
61°51′N 5°02′E / 61.850°N 5.033°E
布雷芒厄蘭訥島是挪威的島嶼，位於該國西南部，由松恩-菲尤拉訥郡負責管轄，長23公里、寬16公里，面積153平方公里，最高點海拔高度889米。